# Bandeira de Vanuatu
A bandeira de Vanuatu é uma bandeira nacional que foi adotada em 13 de fevereiro de 1980.

## Simbolismo
É composta pela cor verde, que representa a natureza, a cor vermelha, que representa o sangue dos que lutaram pela independência, o amarelo, que representa a religião majoritária de Vanuatu (cristianismo), e o preto, que representa o povo. O formato de uma letra "Y" na horizontal é uma representação do mapa do arquipélago. O dente de porco simboliza a diversidade cultural do país, sendo as folhas inseridas no desenho uma representação da paz.

## Outras bandeiras

Bandeira Naval.
Estandarte Presidencial.

## Bandeiras históricas

Bandeira da Comissão Naval Conjunta Anglo-Francesa (1887-1906).
Bandeira das Novas Hébridas Britânicas (1906-53).
Bandeira das Novas Hébridas Britânicas (1953-80).
Bandeira das Novas Hébridas Francesas (1906-40, 1944-80).
Bandeira da Efêmera República de Vemerana (1980).